# Zoran Tošić
Zoran Tošić (Servisch: Зоран Тошић) (Zrenjanin, 28 april 1987) is een Servisch betaald voetballer die doorgaans als rechtsbuiten speelt. Tošić debuteerde in september 2007 in het Servisch voetbalelftal, waarvoor hij daarna meer dan zeventig interlands speelde.

## Clubcarrière
Tošić' betaaldvoetbalcarrière begon bij Proleter Zrenjanin, dat in 2006 met Budućnost Banatski Dvor fuseerde tot Banat Zrenjanin. In 25 optredens voor de club maakte hij twee doelpunten. Daarmee hielp hij dat jaar mee aan het voorkomen van degradatie. Zijn prestaties voor de club en het Servisch voetbalelftal zorgden voor belangstelling van enkele Europese clubs. Hij tekende in augustus 2007 een vierjarig contract bij Partizan Belgrado.
In de zomer van 2008 waren er geruchten dat Manchester United interesse zou hebben in de buitenspeler, maar tot een akkoord kwam het in eerste instantie niet. Eén probleem was dat hij niet meer dan 75% van alle interlands van Servië speelde in het daaraan voorafgaande jaar, wat gevraagd werd om een werkvergunning in Engeland te kunnen bemachtigen. Op 28 november werd hem deze werkvergunning alsnog verleend. Op 2 januari 2009 maakte Manchester United bekend dat de transfer rond was. In de deal werd ook de zeventienjarige Adem Ljajić betrokken. De middenvelder stond ook bij Partizan Belgrado onder contract en bleef tot het einde van het seizoen 2008/2009 nog op huurbasis uit voor de Servische topclub. Met de overgang van beide spelers was een bedrag van ongeveer 16,9 miljoen euro gemoeid.
In januari 2010 werd Tosic voor een halfjaar uitgeleend aan FC Köln. Na het WK 2010 liet Manchester hem naar CSKA Moskou vertrekken. De Servische international zette daar zijn handtekening onder een vijfjarige verbintenis.
Hij verruilde CSKA Moskou in augustus 2017 voor FK Partizan. Eind februari 2020 ging hij naar Taizhou Yuanda dat uitkomt in de China League One. In maart 2021 werd zijn contract ontbonden omdat de club zich terugtrok.

## Interlandcarrière
Tošić debuteerde op 23 maart 2007 voor Servië –21 tegen België –21. Vier dagen later, tegen Portugal U21, maakte hij zijn eerste interlanddoelpunt. In 2007 nam hij deel aan het Europees kampioenschap voetbal onder 21 in Nederland. Met zijn team bereikte hij de finale, die werd verloren met 4-1 van Nederland –21.
Op 8 september 2007 maakte Tošić zijn debuut in het nationale elftal van Servië in de kwalificatiewedstrijd voor het EK voetbal 2008 tegen Finland. Een jaar later stond hij met Servië op het voetbaltoernooi van de Olympische Spelen in Peking. Servië werd er in de eerste ronde uitgeschakeld. Bondscoach Radomir Antić nam Tošić krap drie jaar na zijn interlanddebuut mee naar het WK 2010. Daarop maakte hij zijn eerste en laatste speelminuten in de derde groepswedstrijd tegen Australië (2-1 verlies), nadat hij in de 62e minuut was ingevallen voor Miloš Krasić.
Tošić vertegenwoordigde zijn vaderland eveneens bij de Olympische Spelen van 2008 in Peking. Daar werd de selectie onder leiding van bondscoach Miroslav Đukić uitgeschakeld in de groepsronde na nederlagen tegen Ivoorkust (2-4) en Argentinië (0-2) en een gelijkspel tegen Australië (1-1).